# Nidzica
Nidzica [ɲiˈʥiʦa] (früher auch polnisch Nibork, Nidbork; deutsch Neidenburg) ist eine Stadt im Powiat Nidzicki der Woiwodschaft Ermland-Masuren in Polen. Sie ist Sitz der gleichnamigen Stadt-und-Land-Gemeinde mit 20.888 Einwohnern (Stand 31. Dezember 2020).

## Geographische Lage

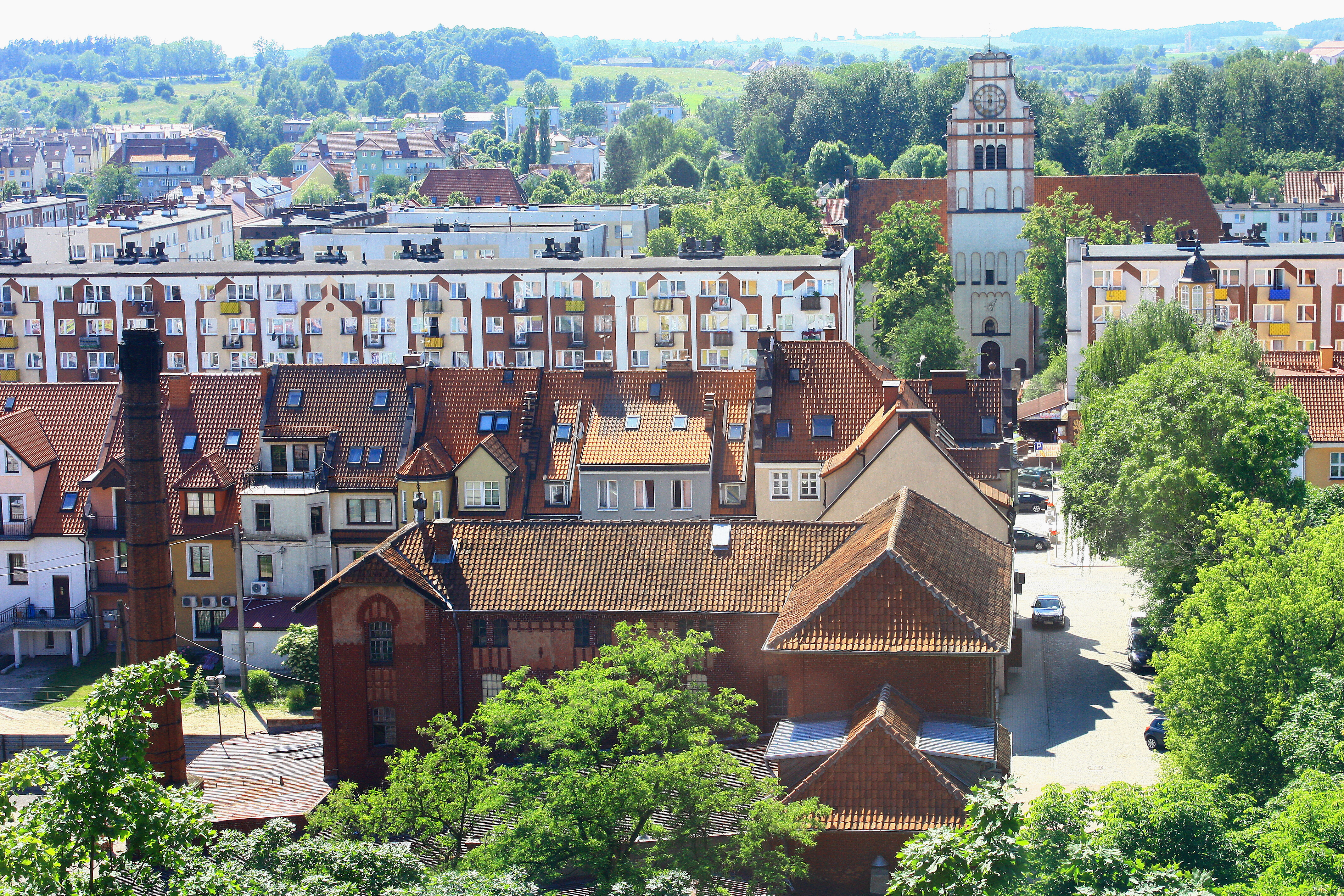
Teilansicht der Stadt vom Burgberg gesehen

Die Stadt liegt in der historischen Region Ostpreußen, im südlichen Bereich des ostpreußischen Oberlandes und am südlichen Rand der Allensteiner Seenplatte auf 173 m über dem Meeresspiegel, etwa 50 Kilometer südlich von Allenstein (Olsztyn) und 140 Kilometer südlich von Königsberg (Kaliningrad).
Durch die Stadt fließt die Nida (Neide), die heute wie früher dem Ort den Namen gab. Die nähere Umgebung ist von der Hügellandschaft des Oberlandes geprägt, Neidenburg selbst liegt auf einer Höhe von 172 Metern. Nach Nordosten erstrecken sich weite Kiefernwälder. Die Stadt ist Kreuzungspunkt mehrerer Landstraßen, die Europastraße 77 verbindet sie mit Allenstein. Dorthin besteht eine Eisenbahnverbindung.

## Geschichte
Auf dem Stadtwappen ist ein Wilder Mann gezeichnet. 
Wenn unbestätigte Quellen zutreffen, dass es bereits um 1266 eine Ordensburg namens „Neidenburg“ gab, so wäre diese eine der ersten im Sassenland, das im 13. Jahrhundert unbewohntes Urwaldgebiet war und erst zu Beginn des 14. Jahrhunderts vom Deutschen Orden besiedelt wurde. Auch der genaue Zeitpunkt der Ortsgründung ist unbekannt. Wie allgemein in Sassen erfolgte die Besiedelung hauptsächlich durch die zweite Generation der im 13. Jahrhundert aus dem mitteldeutschen Raum eingewanderten Kolonisten. An der Neidenburg, die der Orden Mitte des 14. Jahrhunderts durch einen Steinbau erneuert hatte, ließen sich Handwerker und Kaufleute nieder. Am 7. Dezember 1381 verlieh der Ordens-Hochmeister Winrich von Kniprode der Siedlung das Stadtrecht und überließ ihr 40 Hufen abgabenfreies Land. 10 Hufen erhielt Neidenburgs erster Schultheiß, der Eisenwerkbetreiber Hans Grans. Zur administrativen Verwaltung wurde die Stadt der Komturei Osterode unterstellt.
Da Neidenburg nahe der Grenze zum polnisch beherrschten Masowien lag, war es mehrfach Ziel polnisch-litauischer Angriffe. Erstmals hatte 1331 der litauische Fürst Gediminas die Stadt angegriffen, scheiterte aber ebenso wie später seine Söhne Algirdas und Kęstutis. Ein Friedensschluss im Jahre 1397 schuf einige Jahre Sicherheit, doch wurde Neidenburg schon 1410 im Krieg zwischen dem Deutschen Orden und Polen von polnischen Truppen eingenommen und geplündert. Das Gleiche wiederholte sich 1414 nach längerer Belagerung. In den Kriegswirren ging die Gründungsurkunde der Stadt vorübergehend verloren, so dass am 30. Oktober 1420 unter dem Hochmeister Michael Küchmeister eine neue Urkunde ausgestellt wurde. Während des Dreizehnjährigen Krieges zwischen dem Deutschen Orden und dem sich gegen die finanzielle Ausbeutung wehrenden Preußischen Bundes (1454–1466) schloss sich Neidenburg den Aufständischen an, musste aber eine Besetzung durch polnische Truppen hinnehmen, die den Bund unterstützten. Erst mit dem Abschluss des Zweiten Thorner Friedens zogen die Polen wieder ab. Auch im letzten Feldzug des Ordens gegen Polen, dem Reiterkrieg von 1519 bis 1526, versuchte das polnische Heer, die Stadt zu erobern, musste die Belagerung nach sieben Wochen jedoch ergebnislos abbrechen. Als Anerkennung für die Standhaftigkeit der Bürger, erließ Hochmeister Albrecht der Stadt für zwanzig Jahre die Grundzinsen. Wegen ihrer strategischen Bedeutung als Grenzstadt zu Polen wurde die Burg nach dem Krieg zu einer modernen Festung ausgebaut. Für den Ordensstaat sehr früh, wurde schon 1524 in Neidenburg die Reformation eingeführt.
Nachdem der Ordensstaat 1525 säkularisiert in das Herzogtum Preußen umgewandelt worden war, wurde Neidenburg in den Oberländischen Kreis eingegliedert und wurde Sitz eines Hauptamtes. Das evangelische Land wurde Anziehungspunkt für Glaubensflüchtlinge aus ganz Europa, in Neidenburg ließen sich 1549 die Böhmischen Brüder nieder. 1573 wurde eine Lateinschule und 1579 die erste Mädchenschule im südlichen Preußen gegründet. Als im Verlauf des Zweiten Nordischen Krieges 1656 Tataren in die südlichen Landesteile einfielen, musste Neidenburg erneut eine Belagerung über sich ergehen lassen, die jedoch abermals erfolglos blieb. Dagegen richtete 1664 ein großer Stadtbrand erheblichen Schaden an. Auch die zwischen 1709 und 1711 im Land wütende Pest brachte in Neidenburg der Hälfte der Bevölkerung den Tod. Nach einer Verwaltungsreform wurde Neidenburg 1752 Zentrum des neu geschaffenen Kreises Neidenburg. Nachdem die Stadt schon 1717 zur Garnisonsstadt erhoben worden war, gewann sie nun durch die Einrichtung des Landkreisamtes, von Steuer- und Justizbehörden erheblich an Bedeutung. Die Einwohnerzahl stieg bis 1782 auf 1554. Während des Siebenjährigen Krieges war Neidenburg von 1758 bis 1760 von russischen Truppen besetzt, ohne dass die Stadt nennenswerten Schaden erlitt. Das 19. Jahrhundert begann allerdings mit erneuten Rückschlägen. Zunächst wurden 1804 durch einen weiteren Stadtbrand Kirche, Schule und mehrere Wohnhäuser zerstört.

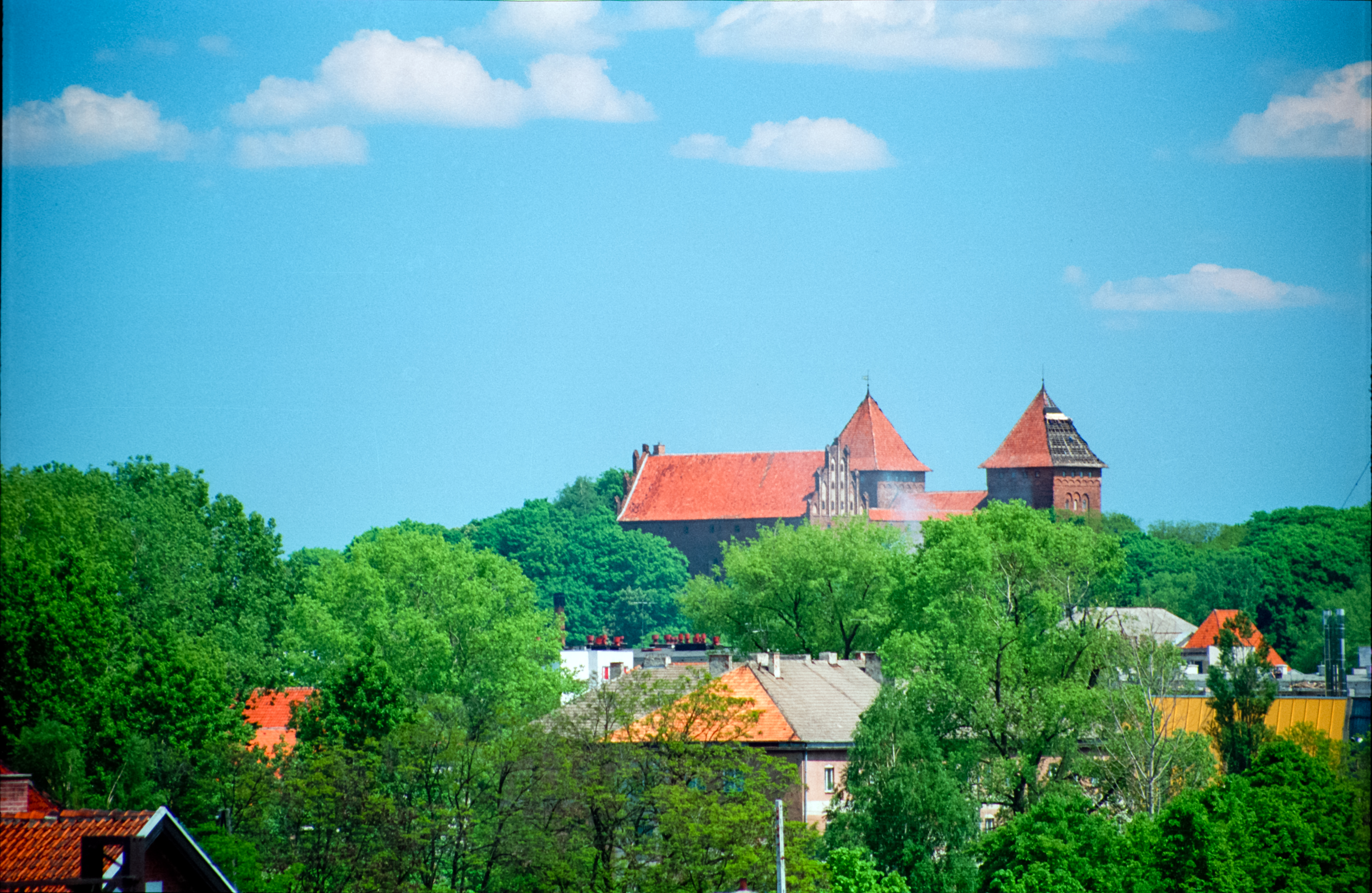
Fernsicht auf die Ordensburg
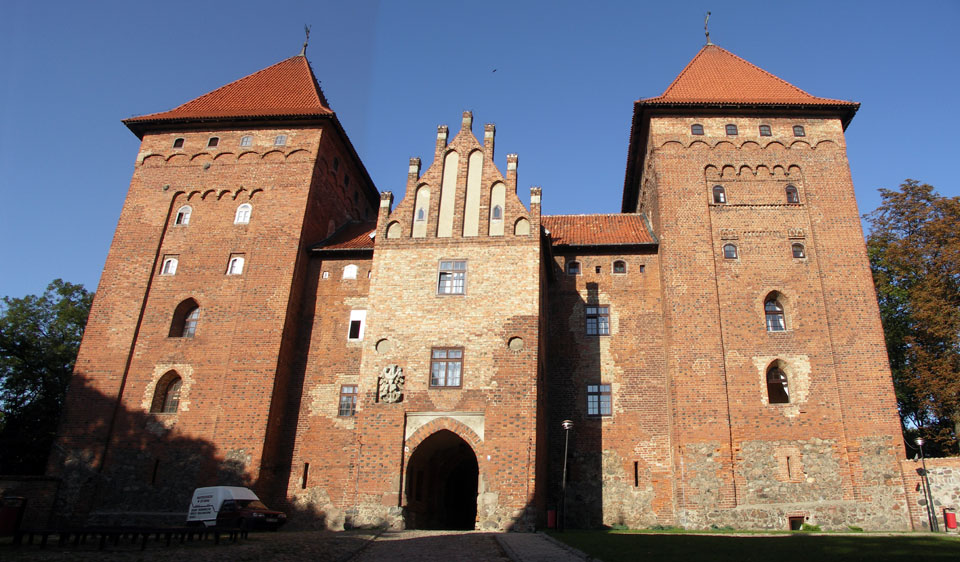
Eingangsseite der Burg
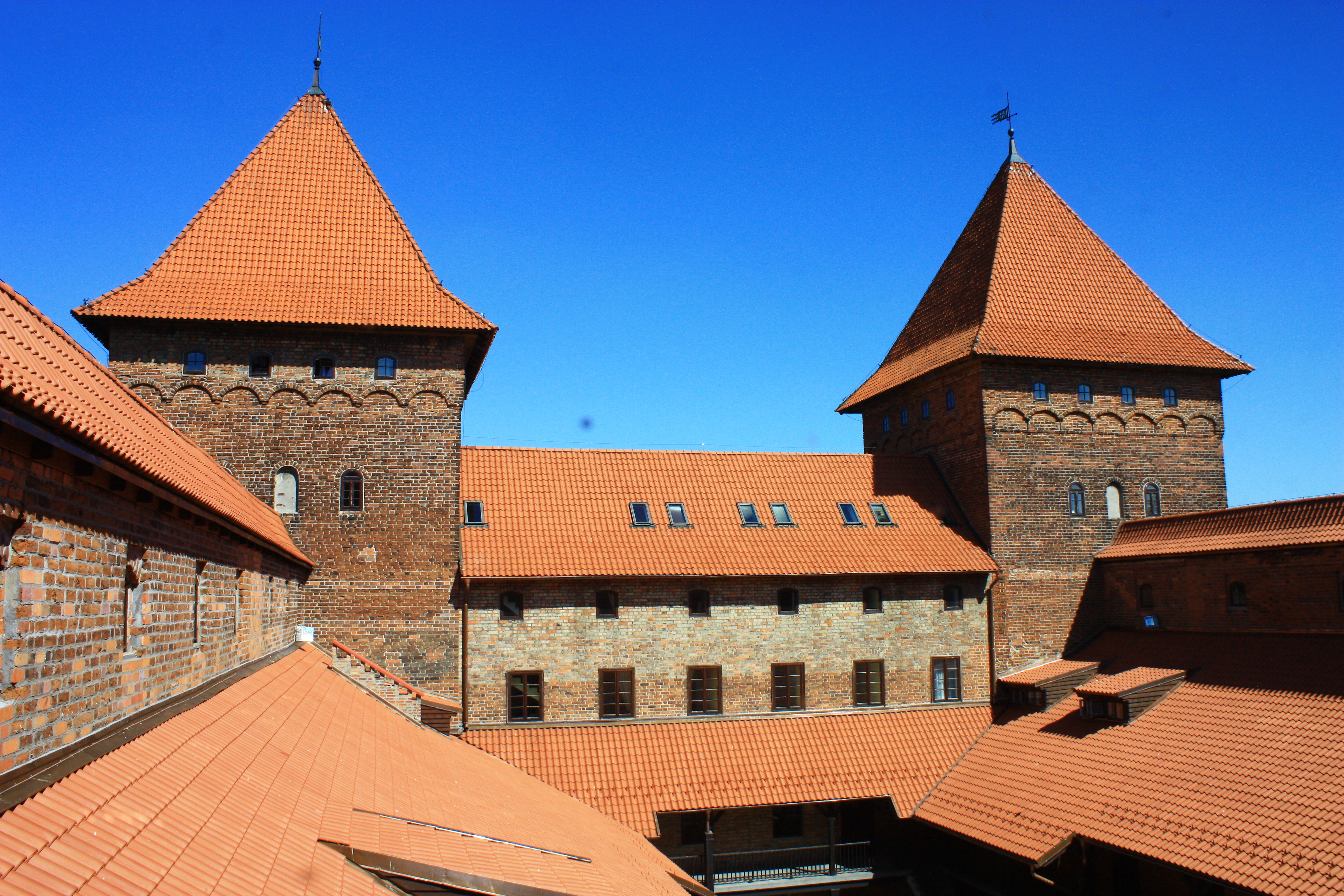
Obergeschoss der Burg
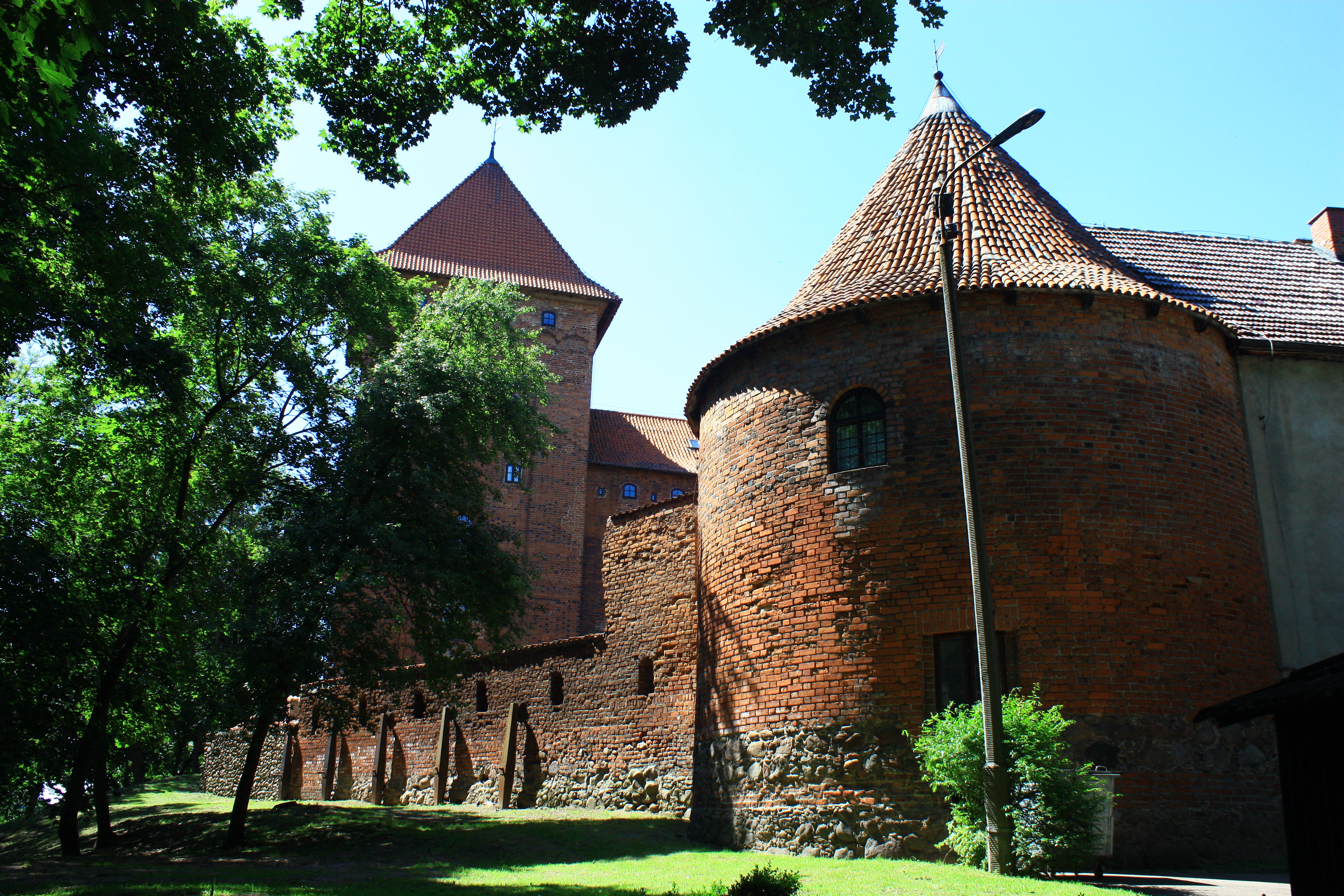
Außenmauer der Burg
Neidenburg südlich von Allenstein auf einer Landkarte von 1908
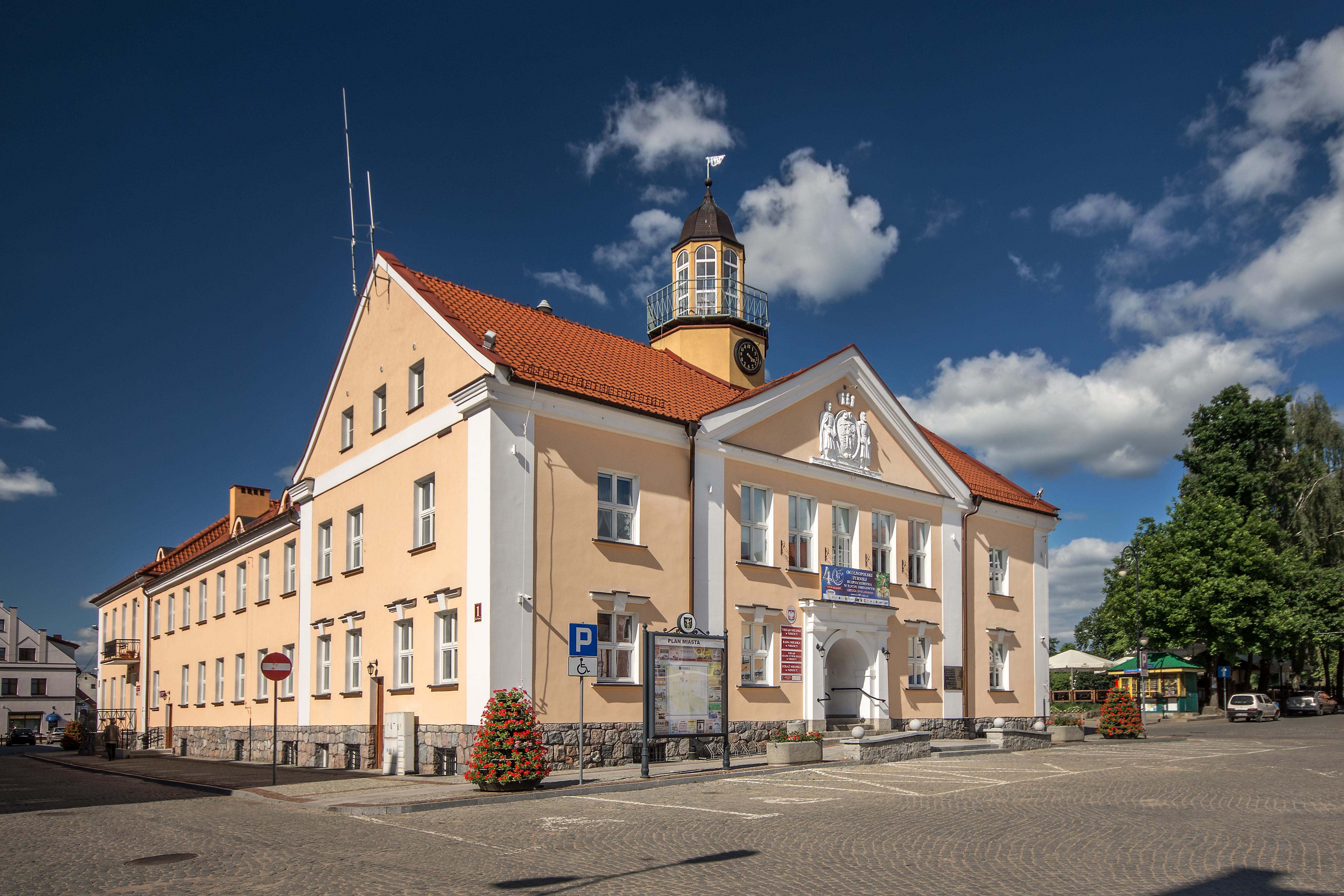
Rathaus
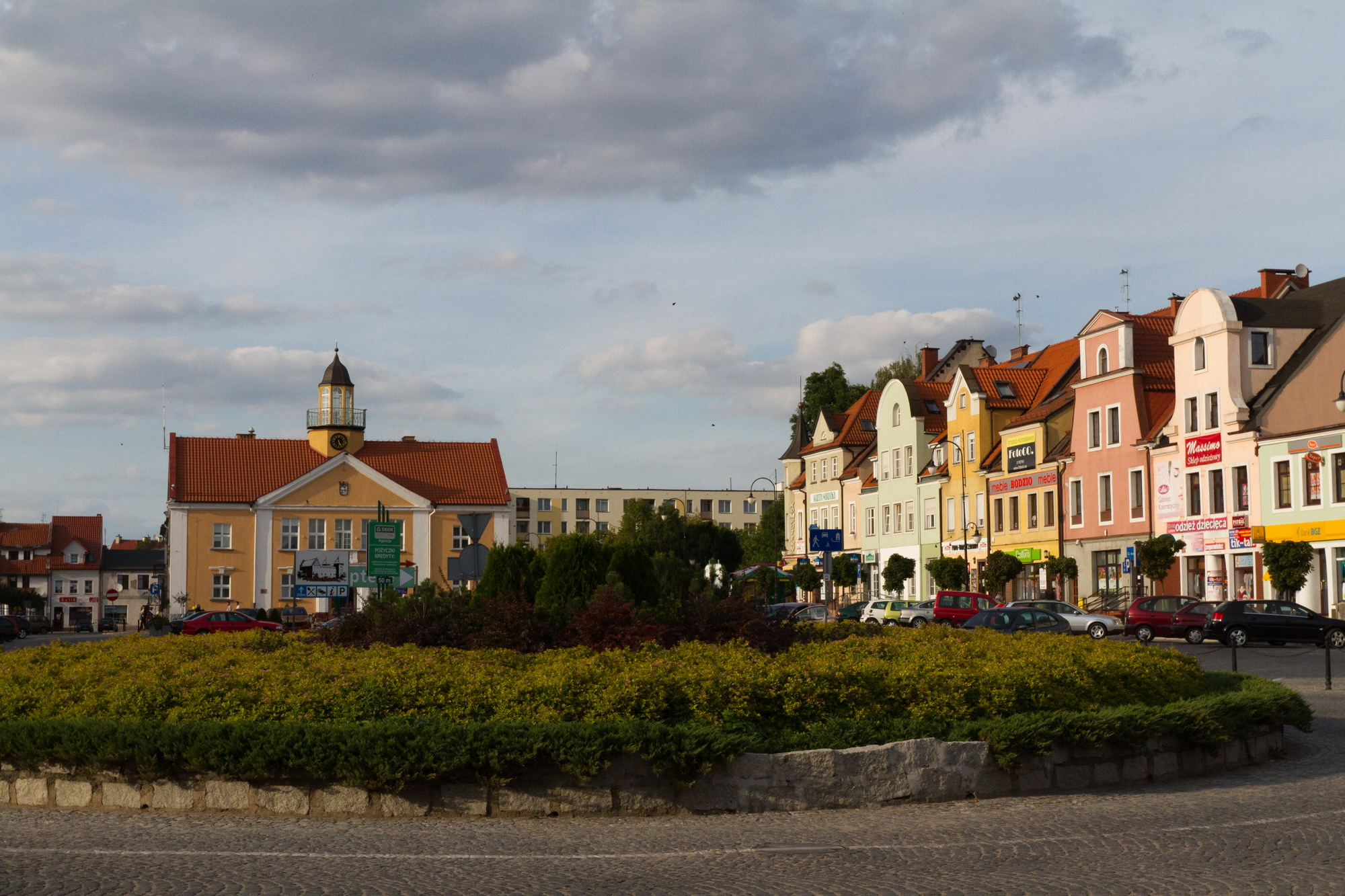
Häuser am Plac Wolności, im Hintergrund das Rathaus
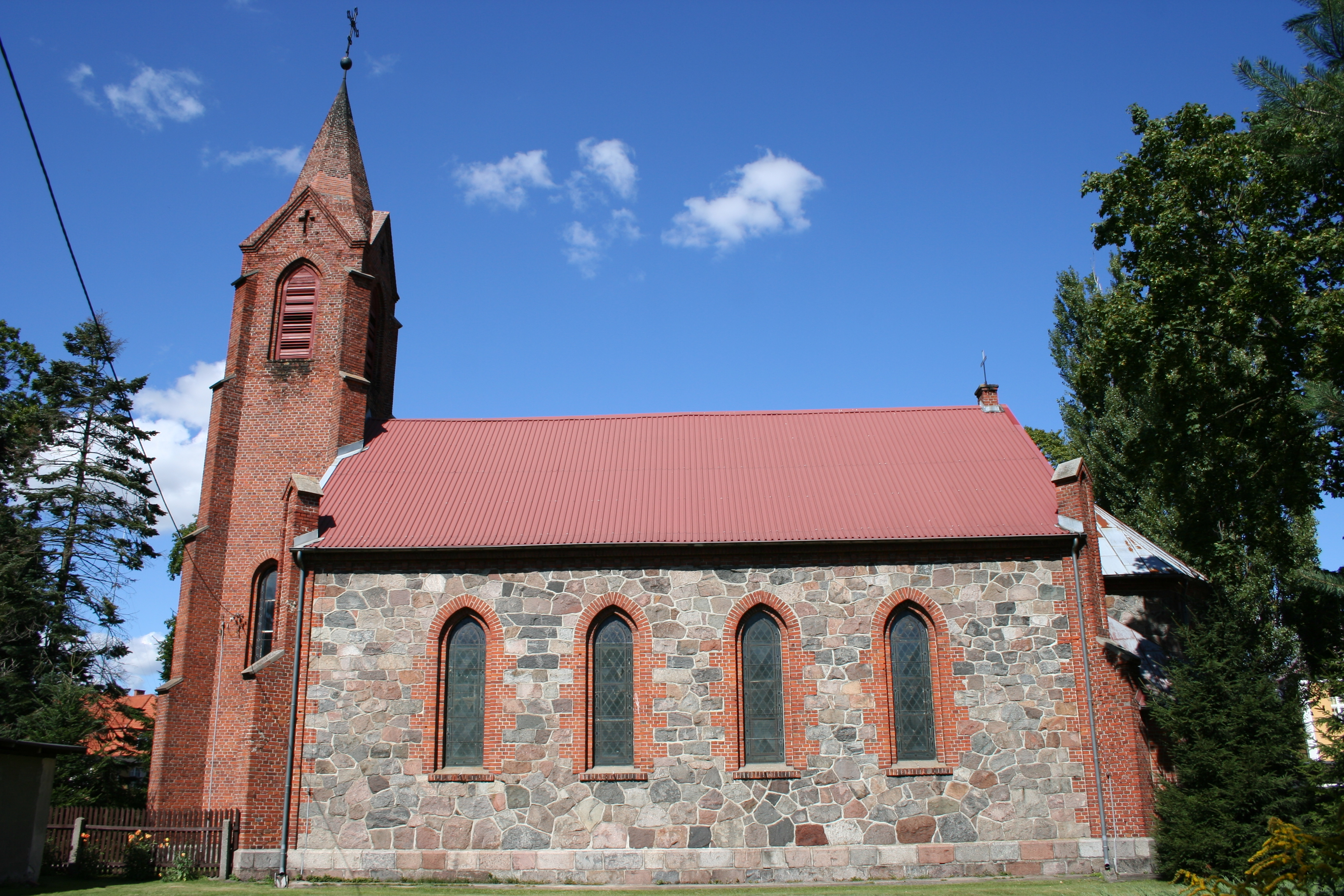
Evangelisch-Augsburgische Kirche
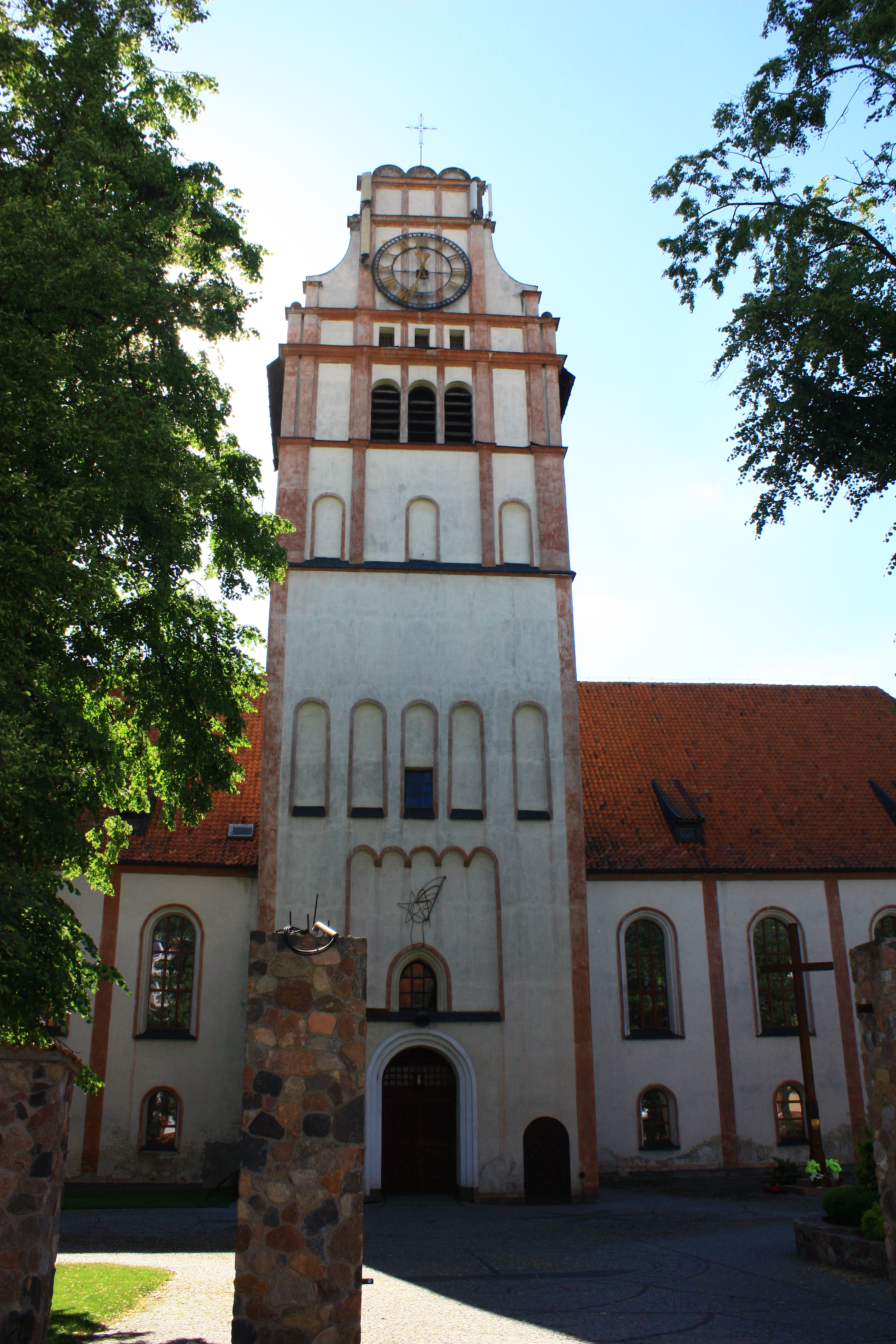
Katholische Stadtkirche
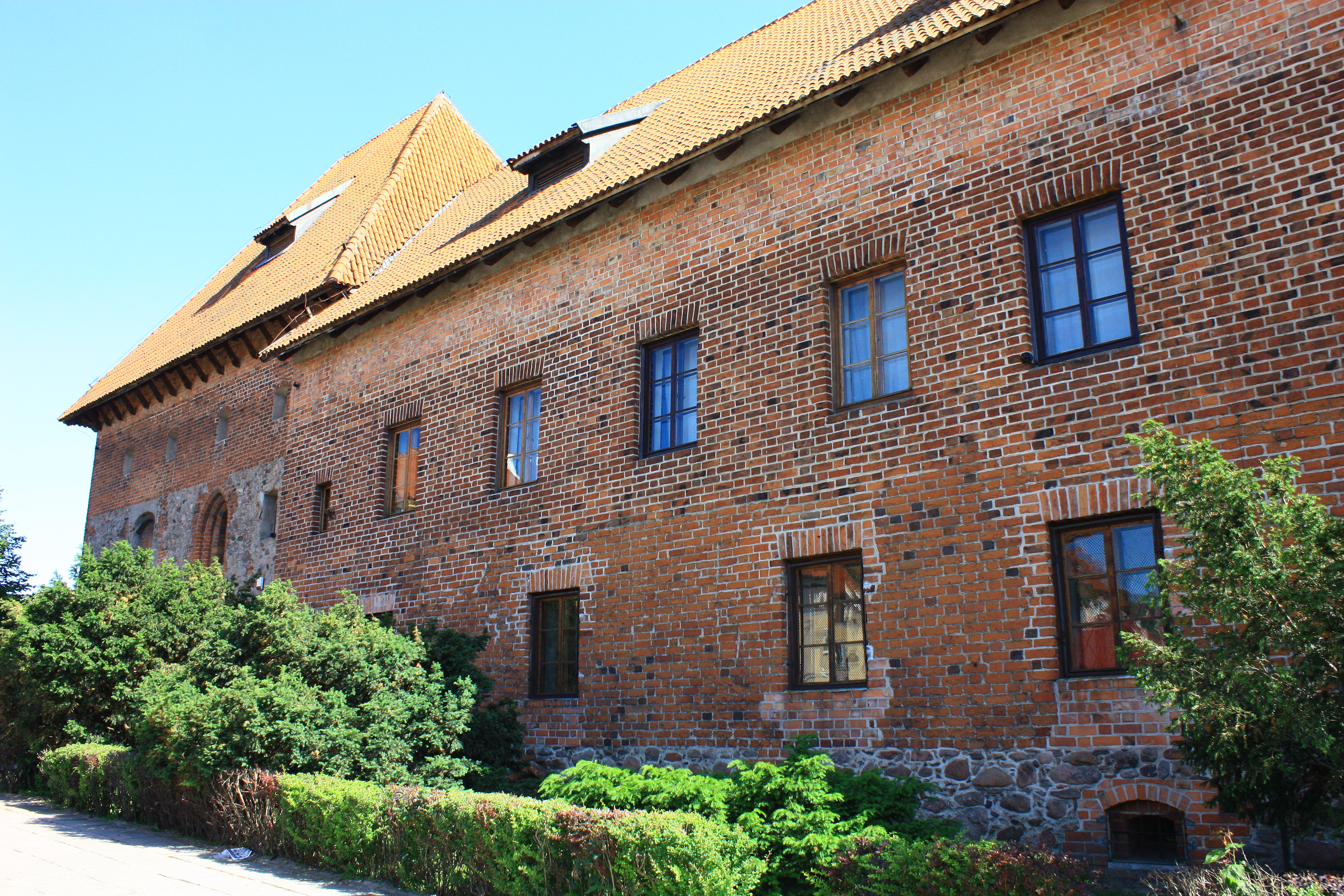
Klostergebäude

Als 1806 Ostpreußen von den Truppen Napoleons besetzt wurde, zogen die Franzosen auch in Neidenburg ein, und die Stadt musste die Kosten der Einquartierung tragen, die innerhalb der zweijährigen Besatzungszeit 179.426 Taler betrugen. Dafür musste sich die Stadt verschulden, und deren Tilgung erstreckte sich über eine ganze Generation.
Mitte des 19. Jahrhunderts setzte wieder eine positive Entwicklung ein. Bereits 1830 war die Burg auf Anordnung von König Friedrich Wilhelm III. vollständig erneuert worden. Unter dem seit 1840 amtierenden Landrat Alexander von Lavergne-Peguilhen erfolgte ein Ausbau des Wege- und Chausseesystems und die Trockenlegung von Moorgebieten. Um 1850 wurde die Stadtmauer abgebrochen. Dadurch wurde Platz für die Erweiterung des Ortes geschaffen. In die wiederhergestellte Burg zog das Amtsgericht ein, und das Gefängnis wurde nach dorthin verlegt. Vom 20. Juli bis 30. September 1831 wurde die Stadt durch eine Choleraepidemie heimgesucht, an der 353 Einwohner erkrankten, von denen 218 starben – etwa 9 Prozent der Stadtbevölkerung. 1855 trat die Cholera erneut auf. Am 15. Oktober 1855 wurde das 500-jährigen Bestehen der Stadt feierlich begangen. Durch den Bau der Chaussee Osterode–Soldau und die 1887/1888 eröffnete Bahnstrecke Allenstein–Soldau wurden Voraussetzungen für industrielle Ansiedlungen geschaffen. Zum Ende des 19. Jahrhunderts waren in Neidenburg eine Maschinenfabrik, ein Kupferwarenwerk und mehrere Dampfmühlen ansässig. 1890 hatte die Stadt 4221 Einwohner, von denen 83 Prozent evangelischen und 13 Prozent katholischen Glaubens waren. Außerdem gab es 154 Juden.
Bereits zu Beginn des Ersten Weltkriegs wurde Neidenburg schwer in Mitleidenschaft gezogen. Am 22. August 1914 besetzte ein Kosakentrupp die Stadt, plünderte und entfachte einen Brand, dem die Kirche und über 200 weitere Häuser zum Opfer fielen. Nach der von Deutschland gewonnenen Tannenbergschlacht (27. bis 29. August 1914) wurde Neidenburg zurückerobert, und der Wiederaufbau wurde umgehend mit Hilfe der Patenstadt Köln in die Wege geleitet. Die Planungen hierzu erstellte Bodo Ebhardt, seine neogotischen Entwürfe wurden allerdings nicht umgesetzt, vielmehr erfolgte der Wiederaufbau im klassizistischen Stil. Auf den Entwürfen Eberhardts basierend, allerdings mit vollständig veränderter Fassade, wurde das Rathaus erbaut.
Nach Kriegsende wurden die Einwohner zusammen mit dem ganzen Kreis Neidenburg aufgerufen, sich mittels einer Volksabstimmung im Abstimmungsgebiet Allenstein zwischen der Zugehörigkeit zu Ostpreußen oder Polen zu entscheiden. Am 11. Juli 1920 stimmten 3156 Einwohner für den Verbleib in Ostpreußen, 17 für den Anschluss an Polen. Da die Grenze zum neu geschaffenen so genannten Polnischen Korridor nur wenige Kilometer an Neidenburg vorbeiführte, geriet die Stadt nun völlig an den Rand Ostpreußens, mit negativen Auswirkungen auf die wirtschaftliche Lage. Die Zahl der Einwohner stieg jedoch durch den Zuzug von Umsiedlern aus den an Polen verlorenen westpreußischen Gebieten kräftig an, 1925 lebten rund 6500 Einwohner in der Stadt. Diese Zahl erhöhte sich bis 1939 noch auf 9197. In der „Reichspogromnacht“ am 9. November 1938 wurde die Synagoge zerstört, zwei jüdische Einwohner wurden ermordet. Anstelle der Synagoge errichtete die Stadt das „Grenzlandmuseum“.
Obwohl gegen Ende des Zweiten Weltkriegs am 18. Januar 1945 die ersten sowjetischen Truppen in das Kreisgebiet eindrangen, wurde erst während der Abwehrkämpfe eine Räumungsanordnung für die Bevölkerung herausgegeben. Die eilig zusammengestellten Flüchtlingstrecks wurden schnell von der Roten Armee überrollt und endeten im Chaos. Die Stadt Neidenburg wurde bereits am 19. Januar von sowjetischen Soldaten erobert. Nach Kriegsende wurde Neidenburg zusammen mit der südlichen Hälfte Ostpreußens unter polnische Verwaltung gestellt. Anschließend begann die Zuwanderung polnischer Zivilisten. In phonetischer Angleichung an die polnische Sprache wurde Neidenburg zunächst in „Nidbork“ umbenannt, später erhielt die Stadt den offiziellen Namen „Nidzica“. Soweit die deutschen Einheimischen nicht geflohen waren, wurden sie in der darauf folgenden Zeit größtenteils vertrieben.
Die Stadt wurde Sitz eines Powiats, der am 25. August 1945 23.478 Einwohner zählte (15.954 polnische Neusiedler und 7514 zurückgebliebene Deutsche, von denen die polnischen Behörden 5903 Einwohner dem masurischen Volk, den sogenannten Autochthonen, zurechneten).

### Demographie
| Jahr | Anzahl Einwohner | Anmerkungen                                                                                       |
| ---- | ---------------- | ------------------------------------------------------------------------------------------------- |
| 1782 | 1700             | [ 9 ]                                                                                             |
| 1802 | 1728             | [ 10 ] [ 5 ]                                                                                      |
| 1810 | 1645             | [ 10 ]                                                                                            |
| 1816 | 1836             | davon 1.683 Evangelische, 126 Katholiken und 27 Juden                                             |
| 1821 | 2241             | [ 10 ] [ 5 ]                                                                                      |
| 1831 | 2347             | teils Deutsche, teils Polen                                                                       |
| 1844 | 2742             | [ 5 ]                                                                                             |
| 1867 | 2853             | davon 300 Katholiken und 200 Juden, 730 Polen                                                     |
| 1875 | 4259             | [ 13 ]                                                                                            |
| 1876 | 4290             | 3475 evangelische, 570 katholische Einwohner, 244 Juden, 1 Mennonit; 10 Prozent Polnischsprachige |
| 1880 | 4351             | [ 13 ]                                                                                            |
| 1890 | 4221             | davon 3506 Evangelische, 561 Katholiken und 154 Juden                                             |
| 1905 | 4736             | darunter 614 Katholiken und 138 Juden                                                             |
| 1933 | 8396             | [ 13 ]                                                                                            |
| 1939 | 9197             | [ 13 ]                                                                                            |

## Sehenswürdigkeiten
Die Neidenburg, eine im 14. Jahrhundert errichtete Ordensburg, wurde nach ihrer Zerstörung in der Schlacht um Ostpreußen wieder aufgebaut. Sie wachte über die Grenze zum polnischen Masowien. Die Burg war Sitz eines untergeordneten Ordensbeamten, eines sogenannten Pflegers, der im Hauptgeschoß des Westflügels, wo sich noch eine Kapelle befindet, residierte. Bemerkenswert ist die prächtige Ostfassade der Burg mit zwei hervorstehenden quadratischen Türmen. In der Burg sind das Stadt- und Regionalmuseum, eine Galerie, eine Bildhauerwerkstatt, eine Bibliothek, ein Hotel und ein Restaurant untergebracht.
In der Altstadt sind neben der Pfarrkirche und dem Rathaus kaum historische Bauwerke erhalten geblieben; doch ist die Stadtanlage mit dem großen Marktplatz noch erkennbar. Die Glocke der ehemalig evangelischen, heute katholischen Pfarrkirche hängt seit 1998 im Turm der Silvanuskirche Berenbostel bei Hannover.
Die römisch-katholische Kirche Mariä Empfängnis und St. Adalbert (bis 1948 evangelische Kirche) wurde im 14. Jahrhundert im gotischen Stil errichtet.
Die evangelische Heilig-Kreuz-Kirche (bis 1948 katholische Kirche) wurde von 1858 bis 1860 im neugotischen Stil erbaut; der Turm stammt von 1890.
Im Südosten der Stadt befindet sich der Tatarenstein, ein Findling, dessen aufgelegte Kugel an die Belagerung der Stadt im Jahre 1656 erinnert.

## Patenstadt
Anlässlich des „Bundestreffens der Ostpreußen“ in Bochum übernahm die Stadt am 8. Mai 1953 die Patenschaft für die Kreisgemeinschaft Neidenburg, einer Vereinigung der vertriebenen deutschen Bevölkerung aus Stadt und Kreis Neidenburg.
In Bochum ist die Ausstellung Neidenburger Heimatstube zu finden.

## Gemeinde
Zur Stadt-und-Land-Gemeinde (gmina miejsko-wiejska) Nidzica gehören die Stadt selbst und 34 Dörfer mit Schulzenämtern.

## Verkehr
Der Fernverkehrsbahnhof Nidzica liegt an der Bahnstrecke Działdowo–Olsztyn und war Beginn der Bahnstrecke Nidzica–Wielbark.

## Söhne und Töchter der Stadt

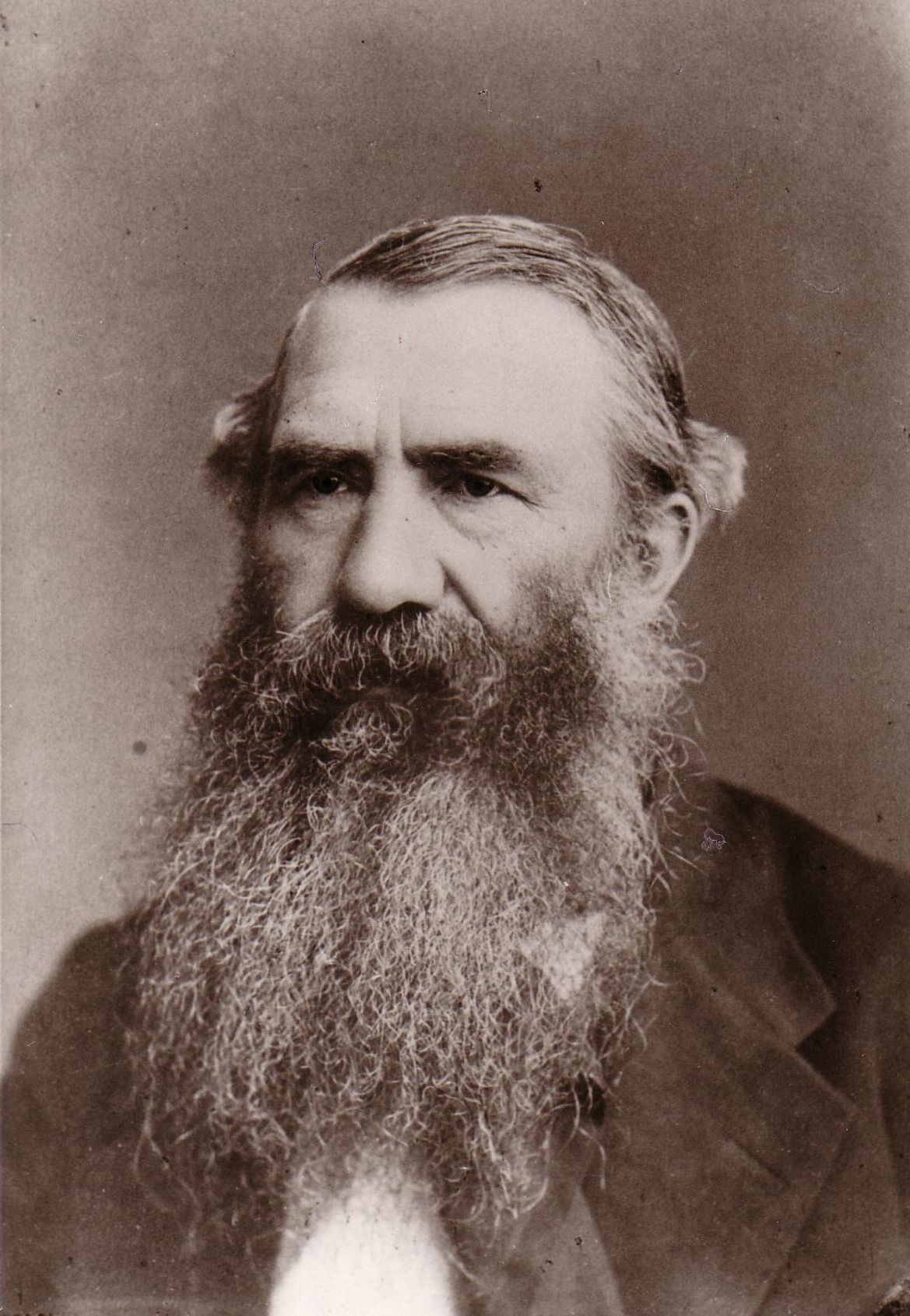
Theodor Tolki, Ehrenbürger Neidenburgs

- Stephan von Neidenburg, * um 1412, Bischof von Kulm
- Daniel Hermann (* um 1543–1601), Humanist und Dichter
- Orlando Gortzitza, * 9. November 1811, Lehrer und Kirchenlieddichter
- Ferdinand Gregorovius, * 19. Januar 1821, deutscher Schriftsteller und Historiker
- Bethel Henry Strousberg, * 20. November 1823, deutscher Unternehmer der Gründerzeit
- Richard Guenter, * 4. Juli 1856, Kaufmann, MdR
- Georg Albrecht Klebs, * 23. Oktober 1857, deutscher Botaniker
- Heinrich Lissauer, * 12. September 1861, deutscher Neurologe
- Walter Kollo, * 28. Januar 1878, deutscher Komponist
- Eugen Mossakowsky, * 1. November 1898, deutscher Nationalrevolutionär und Redakteur
- Georg Basner, * 18. Juni 1905, deutscher Lehrer, Bühnenschriftsteller und Theaterschaffender
- Wilhelm Grezesch, * 1. Mai 1906, deutscher Politiker (NSDAP)
- Annemarie Ladewig * 5. Juni 1919, deutsche Graphikerin, Widerstandskämpferin und Opfer des Nationalsozialismus
- Jürgen Nicolai, * 24. Oktober 1925, deutscher Ornithologe, Autor und Verhaltensforscher
- Heinz Lilienthal * 25. April 1927, deutscher Glasmaler und Designkünstler
- Christian Hellwig, * 31. Mai 1940, deutscher Generalmajor der Bundeswehr
- Rita Kuczynski * 25. Februar 1944, deutsche Schriftstellerin, Philosophin und Publizistin
- Heinz Koriath * 22. Februar 1952, deutscher Rechtswissenschaftler
- Józef Roszyński SVD * 18. August 1962, polnischer Ordensgeistlicher, Bischof in Papua-Neuguinea.

## Personen in Beziehung zur Stadt
- Paul Wagner (1900–1983), Oberbürgermeister von Neidenburg von 1933 bis 1945. Vertriebenenfunktionär, er gilt als Vater des Tages der Heimat